# Johan Daniel Herrnschmidt
Johan Daniel Herrnschmidt, född 1675, död 1723, var A. H. Franckes efterföljare på dennes professur i tyska Halle. Han är representerad i den danska Psalmebog for Kirke og Hjem.